# Agustín Balbuena
Agustín Balbuena (1. září 1945, Santa Fe – 9. března 2021, Buenos Aires) byl argentinský fotbalista, útočník.

## Klubová kariéra
Hrál za argentinské kluby CA Colón, Rosario Central, CA Independiente a Racing Club. Kariéru končil v Kolumbii v týmu Atlético Bucaramanga a v Salvadoru v CD FAS. V Poháru osvoboditelů nastoupil ve 32 utkáních a dal 8 gólů a v Interkontinentálním poháru nastoupil v 5 utkáních a dal 1 gól. S Independiente vyhrál čtyřikrát jihoamerický Pohár osvoboditelů a v roce 1973 i Interkontinentální pohár.

## Reprezentační kariéra
Za reprezentaci Argentiny nastoupil v roce 1974 v 8 utkáních, byl členem argentinské reprezentace na Mistrovství světa ve fotbale 1974, kde nastoupil ve 4 utkáních.